# Różaniec Pierwszy
Różaniec Pierwszy – część wsi Różaniec w Polsce, położona w województwie lubelskim, w powiecie biłgorajskim, w gminie Tarnogród.
W latach 1975–1998 wieś administracyjnie należała do województwa zamojskiego.
Wierni Kościoła rzymskokatolickiego należą do parafii św. Antoniego Padewskiego w Różańcu.